# جورج بروفي
جورج بروفي (بالإنجليزية: George Brophy)‏ هو لاعب كرة قاعدة أمريكي، ولد في 15 سبتمبر 1926، وتوفي في 20 نوفمبر 1998.